# Avnede Kirke
Avnede Kirke eller Aunede Kirke er en kirke i Store Avnede, Avnede Sogn på Lolland. På kirkegården ligger Victor Cornelins begravet.